# Stigmella unifasciella
Stigmella unifasciella là một loài bướm đêm thuộc họ Nepticulidae. Nó được tìm thấy ở Kentucky, Ohio, Maryland, Illinois, Texas và Massachusetts.
Sải cánh dài 4.5-7.4 mm. Có thể có 2 lứa trưởng thànnh một năm. Con trưởng thành bay vào giữa tháng 6 ở Ohio và vào cuối tháng 7 ở đảo của Plummers, ở Maryland.
Thực vật chủ không rõ ràng, có thể là Quercus.